# Eddy Polanco
Eddy Rafael Polanco Tavarez (nacido en Bronx, Nueva York, el 5 de agosto de 1994) es un baloncestista dominicano. Con una altura de 1,93 metros, se desempeña en la posición de escolta en las filas del Juvi Cremona Basket de la Serie A2 italiana.

## Trayectoria
El escolta neoyorquino realizó formación universitaria americana con Central Florida CC en las que jugó durante 2014 a 2016 y Southeastern Louisiana Lions en los que jugaría durante dos temporadas. 
Tras no ser drafteado en 2018, se marchó a jugar en las filas de los Leones de Santo Domingo antes de marcharse a jugar a España.
En 2018 llega a España para jugar en las filas de Albacete Basket de la Liga LEB Plata en el que jugaría durante una temporada y media. En las filas del conjunto manchego, Eddy fue el mejor jugador de su equipo y además apareció en varias ocasiones en el quinteto de la jornada en la LEB Plata, gracias a unos promedios de 21 puntos por partido, 51.8% en tiros de dos puntos, 43.5% en triples y 80.9% en tiros libres, en 30 minutos de media por encuentro.
En febrero de 2020 firma en las filas del Força Lleida Club Esportiu de la LEB Oro por una temporada. En las filas del conjunto catalán, promedió 13.5 puntos con un 42,7% desde el perímetro, además de 3,8 rebotes y 1,8 asistencias por encuentro.
En verano de 2021, se incorpora a los Leones de Santo Domingo, para disputar la Liga Nacional de Baloncesto de República Dominicana.
El 22 de julio de 2021, firma por el CB Almansa de la LEB Oro. Disputa un total de 34 partidos en los que promedió 16 puntos, 3.9 rebotes y 1.8 asistencias, además de superar el 43% de acierto en tiros de tres puntos.
El 13 de julio de 2022, firma por el Astoria Bydgoszcz de la Polska Liga Koszykówki, la máxima competición de Polonia. Es cortado a finales del mes de noviembre tras haber participado en 9 encuentros con medias de 17.1 puntos y 4.3 rebotes.
A mitad de la temporada 2022-23, se compromete con el Sporting de Portugal de la LPB portuguesa, con el que participa en 12 partidos.
El 24 de octubre de 2023, el jugador firma por el Real Betis Baloncesto de la Liga LEB Oro.
En la temporada 2024-25, firma por el Juvi Cremona Basket de la Serie A2 italiana.